# Tucker West
Tucker West (* 15. Juni 1995 in Ridgefield) ist ein US-amerikanischer Rennrodler.

## Leben

### Sportlicher Werdegang
West hatte seinen ersten internationalen Erfolg bei den Olympischen Jugend-Winterspielen 2012 in Innsbruck. Dort gewann er in der Team-Staffel die Goldmedaille. Im Einzel errang er den 12. Platz. Im folgenden Jahr holte er bei den Juniorenweltmeisterschaften in Park City die Bronzemedaille mit der Team-Staffel. Seinen ersten Weltcup bestritt sie zu Beginn der Saison 2013/14 in Lillehammer und belegte dabei den 28. Platz. Seine beste Saisoneinzelplatzierung im Weltcup, welchen er zum Saisonende auf dem 24. Platz im Gesamtweltcup der Einsitzer beendete, war der 11. Platz in Whistler. In Winterberg erreichte er mit dem zweiten Platz mit der Team-Staffel seine erste Podestplatzierung im Weltcup. Beim Saisonhöhepunkt den Olympischen Winterspielen 2014 in Sotschi kam er auf dem 22. Platz. Zu Beginn der Saison 2014/15 holte er in Lake Placid seinen ersten Weltcupsieg. Mit der Team-Staffel wurde er dort Dritter. Im weiteren Saisonverlauf errang er in Calgary den zweiten und in Winterberg den dritten Platz. Im Januar 2015 gewann er bei den Juniorenweltmeisterschaften in Lillehammer die Silbermedaille im Einsitzer. Beim Saisonhöhepunkt die Rennrodel-Weltmeisterschaften 2015 in Sigulda belegte er den 18. Platz. Die Saison beendete er auf dem sechsten Platz im Gesamtweltcup der Einsitzer. Nach Platz sieben in Innsbruck-Igls zu Beginn der Saison 2015/16, erreichte er mit dem zweiten Platz in Lake Placid erneut eine Podestplatzierung. Es folgten in der Saison weitere Top-Zehn-Resultate, darunter Platz drei in Sigulda. Bei den Rennrodel-Weltmeisterschaften 2016 am Königssee belegte er den 15. Platz im Sprintrennen und den sechsten Rang im Einsitzer. Zum Saisonende errang er den siebten Platz im Gesamtweltcup der Einsitzer.

### Privates
Tucker West ist mit der Rennrodlerin Raychel Germaine liiert.

## Erfolge

### Gesamtweltcup
| Saison  | Platz | Punkte |
| ------- | ----- | ------ |
| 2013/14 | 24.   | 162    |
| 2014/15 | 06.   | 445    |
| 2015/16 | 07.   | 524    |
| 2016/17 | 07.   | 535    |
| 2017/18 | 10.   | 453    |
| 2018/19 | 16.   | 315    |
| 2019/20 | 13.   | 397    |
| 2020/21 | 48.   | 05     |
| 2021/22 | 23.   | 161    |
| 2022/23 | 10.   | 459    |
| 2023/24 | 09.   | 447    |

### Weltcupsiege
Einzel
| Nr. | Datum         | Ort         | Bahn                        |
| --- | ------------- | ----------- | --------------------------- |
| 1.  | 5. Dez. 2014  | Lake Placid | Olympia-Bobbahn Lake Placid |
| 2.  | 2. Dez. 2016  | Lake Placid | Olympia-Bobbahn Lake Placid |
| 3.  | 10. Dez. 2016 | Whistler    | Whistler Sliding Centre     |